# Otar Cziladze
Otar Cziladze (ur. 20 marca 1933 w Sighnaghi, zm. 1 października 2009 w Tbilisi) – gruziński pisarz, brat Tamaza. 
Autor liryków ogłoszonych w zbiorach Tichis pirpitebi (1963), Bawszwi ukrawda stumrebis tchownit (1968). Rozgłos przyniosły mu trylogia powieściowa osnuta na motywach mitologicznych Gzaze erti kaci midioda (1972–1973), powieści o ambicjach historiozoficznych. Na język polski przetłumaczono jego wiersze w Antologii poezji radzieckiej i Poezji gruzińskiej (1985).